# Ingolfiella atlantisi
Ingolfiella atlantisi är en kräftdjursart. Ingolfiella atlantisi ingår i släktet Ingolfiella och familjen Ingolfiellidae. Inga underarter finns listade i Catalogue of Life.